# Isabel Burton
Pour les articles homonymes, voir Burton et Arundel.
Isabel Burton, née Isabel Arundell le 20 mars 1831, décédée le 21 mars 1896 est l'épouse de l'explorateur, aventurier et écrivain Richard Francis Burton. Son père est Henry Raymond Arundell, le neveu de James Everard Arundell, 10e Baron Arundell de Wardour. 

## Biographie
Elle est une femme intelligente et capable mais reste toujours dans l'ombre de son mari, une des plus fameuses figures de l'époque victorienne. elle écrit de nombreux livres dont une traduction expurgée du livre des Mille et Une Nuits, en collaboration avec son mari. Elle traduit aussi le Baital Pachisi (Vetâlapanchavimshatika, voir Les Contes du vampire).
Elle est peut-être surtout connue pour avoir brûlé certains des papiers et manuscrits de son mari après sa mort, dont sa traduction révisée du Jardin parfumé (The Perfumed Garden), qui aurait dû s'intituler « Le jardin des senteurs » (The Scented Garden), et dont la majeure partie est représentée par le chapitre final, d'ordinaire non publié, consacré à la pédérastie, avec en plus les notes complètes et détaillées de Burton sur le sujet.
Dans un appendice à son autobiographie inachevée, sa collaboratrice posthume relève qu'on lui fit une première offre de 6 000 livres pour le manuscrit, une fortune considérable pour l'époque, et qui plus est qu'elle aurait aussi bien pu ne pas révéler du tout ses actes, ou les attribuer à son mari. Elle alla plus loin en prétendant qu'elle avait agi sur la conviction sincère que « sur mille personnes qui liraient son travail 15 le feraient avec l'esprit scientifique dans lequel il avait été rédigé, et les 985 autres uniquement pour satisfaire leur goût du sordide », et qu'elle craignait que sa publication entacherait, non la réputation mondiale de son mari — car son intérêt pour la question était un fait notoire — mais en suscitant chez autrui la tentation du péché, sa postérité dans le monde à venir.
Elle est enterrée avec son mari à Mortlake dans le Surrey, dans un monument funéraire élaboré affectant la forme d'une tente bédouine.